# Carcellia pollinosa
Carcellia pollinosa är en tvåvingeart som beskrevs av Louis-Paul Mesnil 1941. Carcellia pollinosa ingår i släktet Carcellia och familjen parasitflugor. Inga underarter finns listade i Catalogue of Life.